# UPM-Kymmene
UPM-Kymmene Corporation, conocida habitualmente como UPM, es una empresa finlandesa dedicada a la fabricación de pulpa de celulosa, papel y madera. UPM-Kymmene fue conformada por la fusión en 1996 de Kymmene Corporation y Repola Ltd y su subsidiaria United Paper Mills Ltd. La planta más antigua de la compañía es Papeteries de Docelles, situada en el Noroeste de Francia, que produce papel desde fines del siglo XV. 
También cuenta con una importante planta de pasta de celulosa en Fray Bentos, Uruguay. La zona en la que funciona la papelera UPM en Uruguay es una zona franca privada, por lo que no paga ningún tributo nacional.

## Historia

### Siglo XIX y XX
El molino más antiguo de la compañía era Papeteries de Docelles, ubicado en el noreste de Francia, que producía papel artesanal tradicional a fines del siglo XV. La fábrica obtuvo su primera Fábrica de papel en la década de 1830. UPM Docelles se disolvió en 2014.
La compañía tiene una larga tradición de industrias forestales en Finlandia. Allí, las primeras fábricas de papel y aserraderos de la compañía se pusieron en funcionamiento a principios de la década de 1870. La fabricación comenzó en la década de 1880 y la conversión de papel en la década de 1920. La compañía comenzó a fabricar madera contrachapada en la década de 1930. 
Varias empresas de la industria forestal finlandesa se han fusionado con las compañías precursoras de UPM, como: Walkiakoski, Jämsänkoski, Kaukas, Halla, Kajaani, Toppila, Kymmene, Kuusankoski, Kymi, Voikkaa, Lohjan Paperi Oy, Wilh. Schauman, W. Rosenlew, Raf. Haarla y Myllykoski.
El logotipo de la empresa, el grifo, fue diseñado por Hugo Simberg en 1899. Es probable que el grifo se haya elegido como el logotipo de la empresa porque representa a un guardián de los bosques del norte.

### 2000-2010
Debido a la sobreproducción mundial de papel, UPM anunció un programa de reducción de costos en 2006. Fábrica de papel Voikkaa en Kuusankoski fue cerrado. Cerca de 3.000 empleados en Finlandia fueron despedidos. Después del cierre, el área se ha transformado en el área comercial de Voikkaa.
La  fábrica de papel Miramichi en Nuevo Brunswick, que UPM adquirió en 2000, se cerró en 2007. También se cerraron varios molinos de madera contrachapada y aserraderos durante los años siguientes. En diciembre de 2008, UPM cerró la fábrica de papel en Kajaani y la fábrica de celulosa Tervasaari. 1.100 empleados fueron despedidos.
Las antiguas instalaciones de la fábrica de Kajaani se convirtieron en un parque empresarial llamado Renforsin Ranta.
Durante la década, UPM también vendió muchos negocios como Walki Can, Walki Sack, Loparex Group, Walki Wisa, Rosenlew y Puukeskus.
Al mismo tiempo, UPM invirtió en otros negocios y adquirió la fábrica de celulosa Fray Bentos y Forestal Oriental en Uruguay (2007)
, la fábrica de madera contrachapada Chudovo en Rusia (2002) y la fábrica de madera contrachapada Otepää en Estonia (2003). La producción de materiales de etiquetas se expandió a Polonia, Brasil, China y Estados Unidos. El negocio de UPM Biocomposites se estableció en 2007.

### 2011-2020

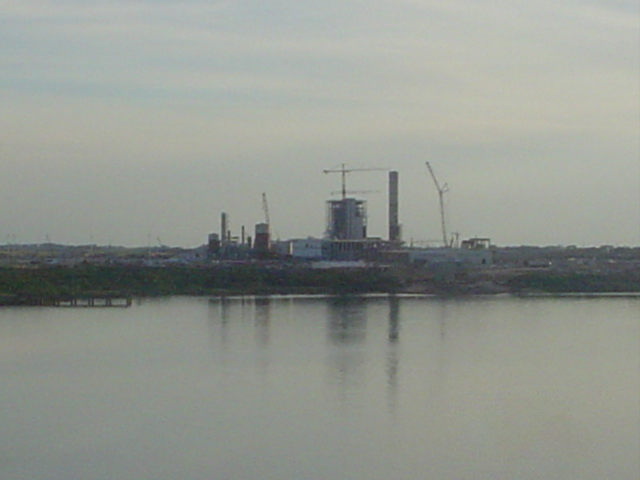
Planta de celulosa de Fray Bentos durante su construcción en diciembre de 2006.

La sobrecapacidad continuó en el negocio de papel gráfico y en 2011, UPM adquirió Myllykoski Corporation y Rhein Papier GmbH, que consta de siete fábricas de papel de publicación en Alemania, Finlandia y Estados Unidos. En Francia, UPM cerró sus fábricas de Stracel en 2013 y Docelles en 2014. La fábrica de papel Madison en EE. UU. Se cerró en 2016 y vendió la de Schwedt en Alemania en 2017. La producción de papel especial se expandió a China y Alemania en 2015 y 2019, respectivamente. En 2015, la producción de biocombustibles a base de madera comenzó en la biorrefinería en Lappeenranta, Finlandia.
En julio de 2019, UPM anunció que invertirá USD 2.7 mil millones en una planta de celulosa de eucalipto cerca de Paso de los Toros en el centro de Uruguay. La capacidad de producción será de 2,1 millones de toneladas de pulpa de eucalipto. La nueva planta de celulosa está programada para comenzar en la segunda mitad de 2022.

En enero de 2020, UPM anunció que invertirá 550 millones de euros en una biorrefinería a escala industrial para convertir la madera sólida en bioquímicos de próxima generación: bio-monoetilenglicol (BioMEG) y rellenos funcionales renovables a base de lignina. La biorrefinería también producirá bio-monopropilenglicol (BioMPG) y azúcares industriales. La capacidad anual total de la biorrefinería será de 220,000 toneladas. La instalación está programada para comenzar a fines de 2022.

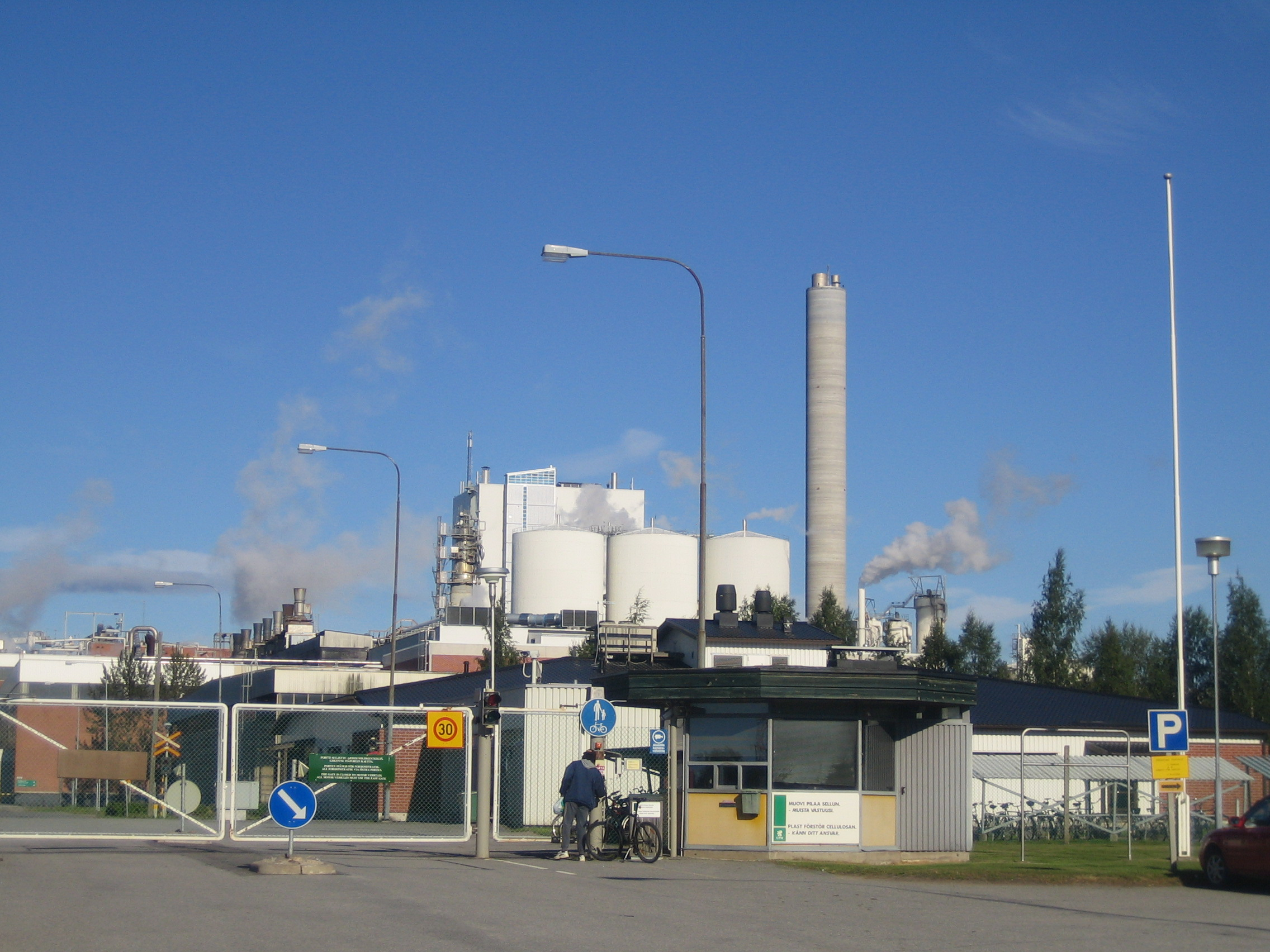
Papelera UPM-Kymmene en Jakobstad, Finlandia.

## Negocios

### Áreas de Negocios
UPM fabrica productos de fibra, madera, bioproductos moleculares y energía de bajas emisiones en seis áreas de negocios. Estas áreas de negocios están conectadas con una idea común: crear valor a partir de materias primas renovables y reciclables sintetizándolas con conocimientos y tecnología.
- UPM Biorrefinación[12]
- UPM Energía[13]
- UPM Raflatac[14]
- UPM Papeles especiales[15]
- UPM Documentos de comunicación[15]
- UPM Madera contrachapada[16]

### UPM Biorrefinación
UPM Biorefining consiste en negocios de pulpa, madera y biocombustibles. UPM tiene cuatro fábricas de pulpa modernas: tres en Finlandia y una en Uruguay, y también cuatro aserraderos en Finlandia. La biorrefinería que produce diésel y nafta renovables comenzó a operar en Lappeenranta en 2015. Las plantas de celulosa producen 3,7 millones de toneladas de celulosa de alta calidad anualmente. El 39% del EBIT comparable de la compañía provino de UPM Biorrefinación en 2019.

### UPM Energía
La capacidad de generación de energía de UPM Energía consiste en energía hidroeléctrica, energía nuclear y energía de condensación. UPM Energía es el segundo mayor productor de electricidad en Finlandia. UPM posee el 47.69 %% de Pohjolan Voima Oyj y es accionista mayoritario (58.5%) en Teollisuuden Voima Oyj (TVO). UPM también posee 9 centrales hidroeléctricas en Finlandia. El 13% del EBIT comparable de la compañía provino de UPM Energía en 2019.

### UPM Raflatac
UPM Raflatac fabrica materiales de etiquetado para marca y promoción y etiquetado de información en los segmentos de alimentos, bebidas, cuidado personal, farmacéutico y minorista, por ejemplo.

### UPM Papeles especiales y UPM Papeles de comunicación
UPM tiene 16 fábricas de papel en Finlandia, Alemania, Gran Bretaña, Francia, Austria, China y Estados Unidos. Varias de las fábricas trabajan simultáneamente como centros de reciclaje y como productores de bioenergía. En términos de ingresos, la producción de papel sigue siendo el mayor grupo empresarial de la empresa.

### UPM Contrachapado
UPM es el mayor fabricante de madera contrachapada de Europa. Las operaciones de madera contrachapada consisten en nueve fábricas de madera contrachapada en Finlandia, Estonia y Rusia.

### Otros Negocios
UPM ofrece una amplia selección de diferentes servicios para propietarios de bosques. UPM posee 510,000 hectáreas de bosque en Finlandia. Todos los bosques de la compañía están certificados.
La mayor parte de la madera necesaria para las fábricas de UPM se adquiere de bosques privados de Finlandia. UPM está adquiriendo todo tipo de madera y la utiliza para producir pulpa, papel, madera contrachapada, madera aserrada y energía. UPM es el mayor propietario privado de tierras en Finlandia. UPM refina las propiedades de UPM Bonvesta de sus propiedades inmobiliarias.